# غزيب

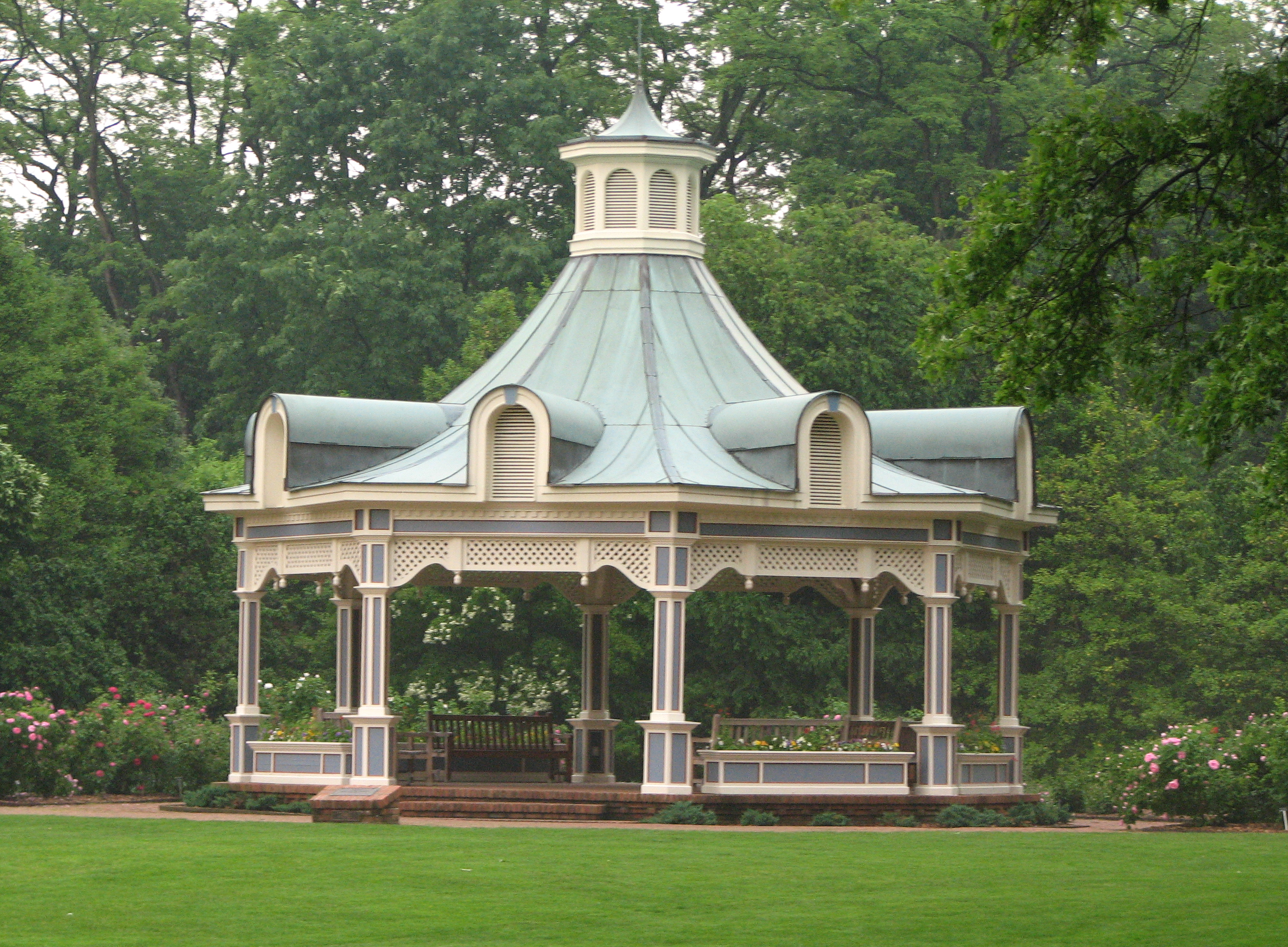
غزيب على الطراز الفكتوري في منتزه في يُنغزتَون

الغَزِيب هو هيكل سرداق قد يكون مثمنًا أو على شكل برج، ويغلب أن يُبنى في منتزه أو حديقة منزل أو فضاء عمومي واسع. وهي مبنى يُطل على منظر جميل، وقد يكون سقيفة مفتوحة من جميع جوانبها يُستظل بها أو يُستراح.

## الصور

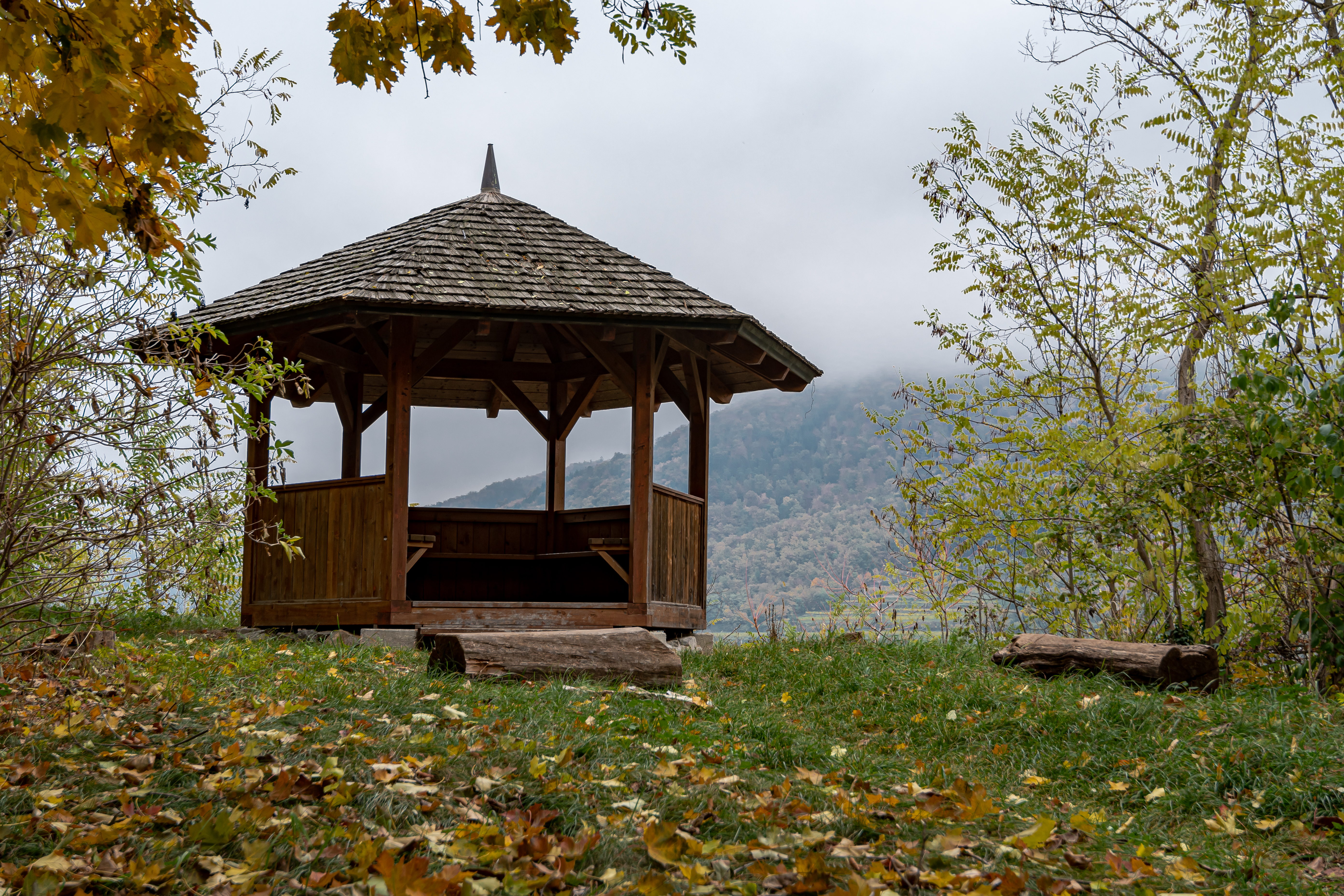
النمسا
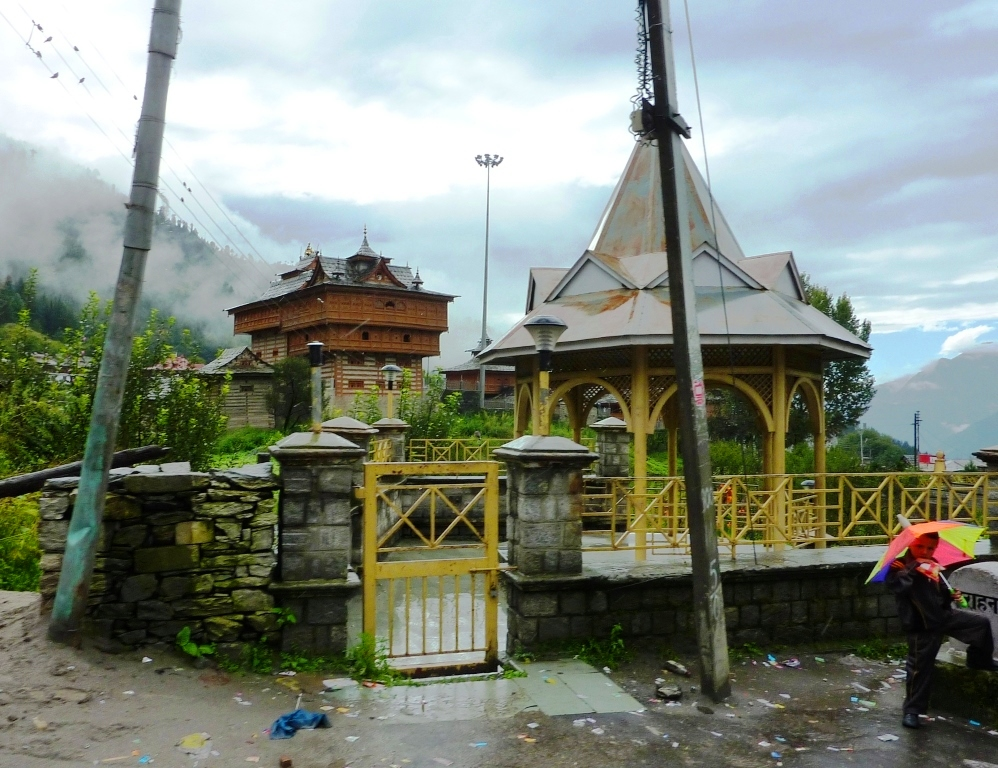
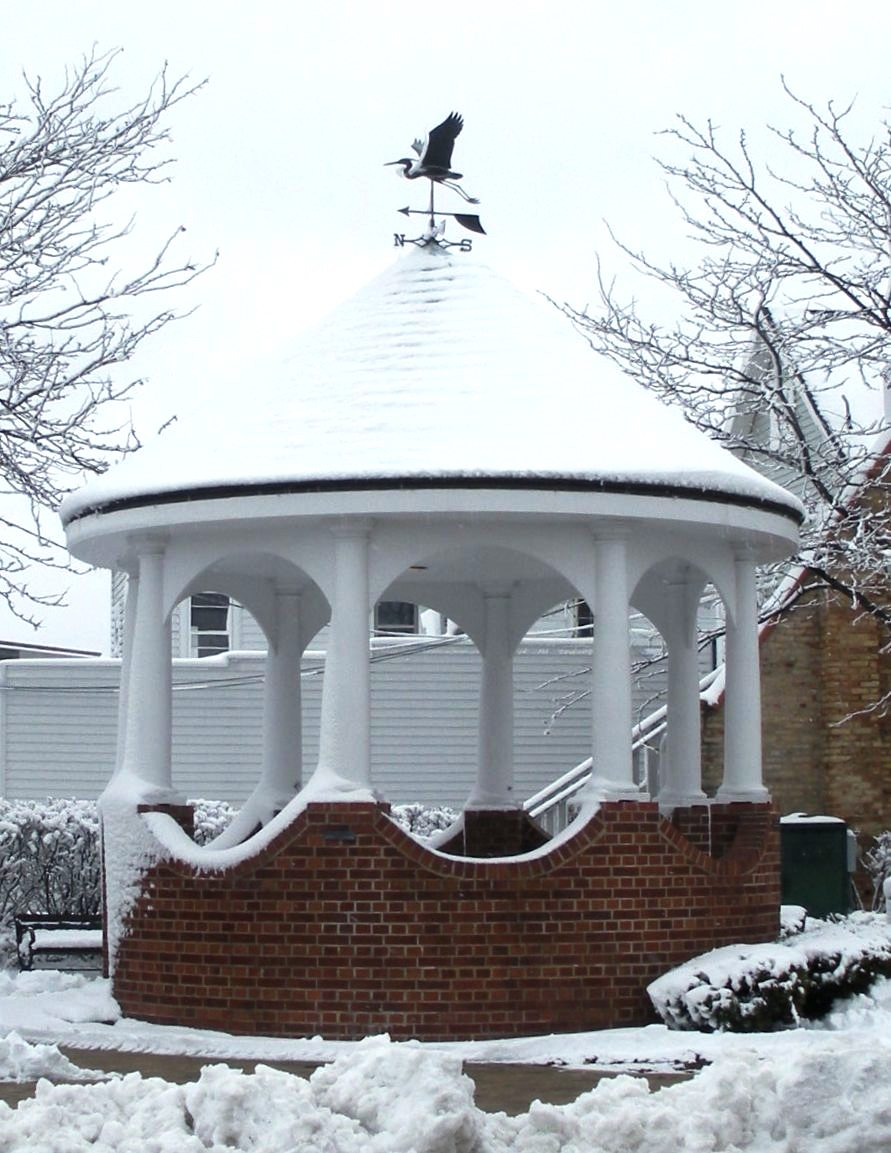
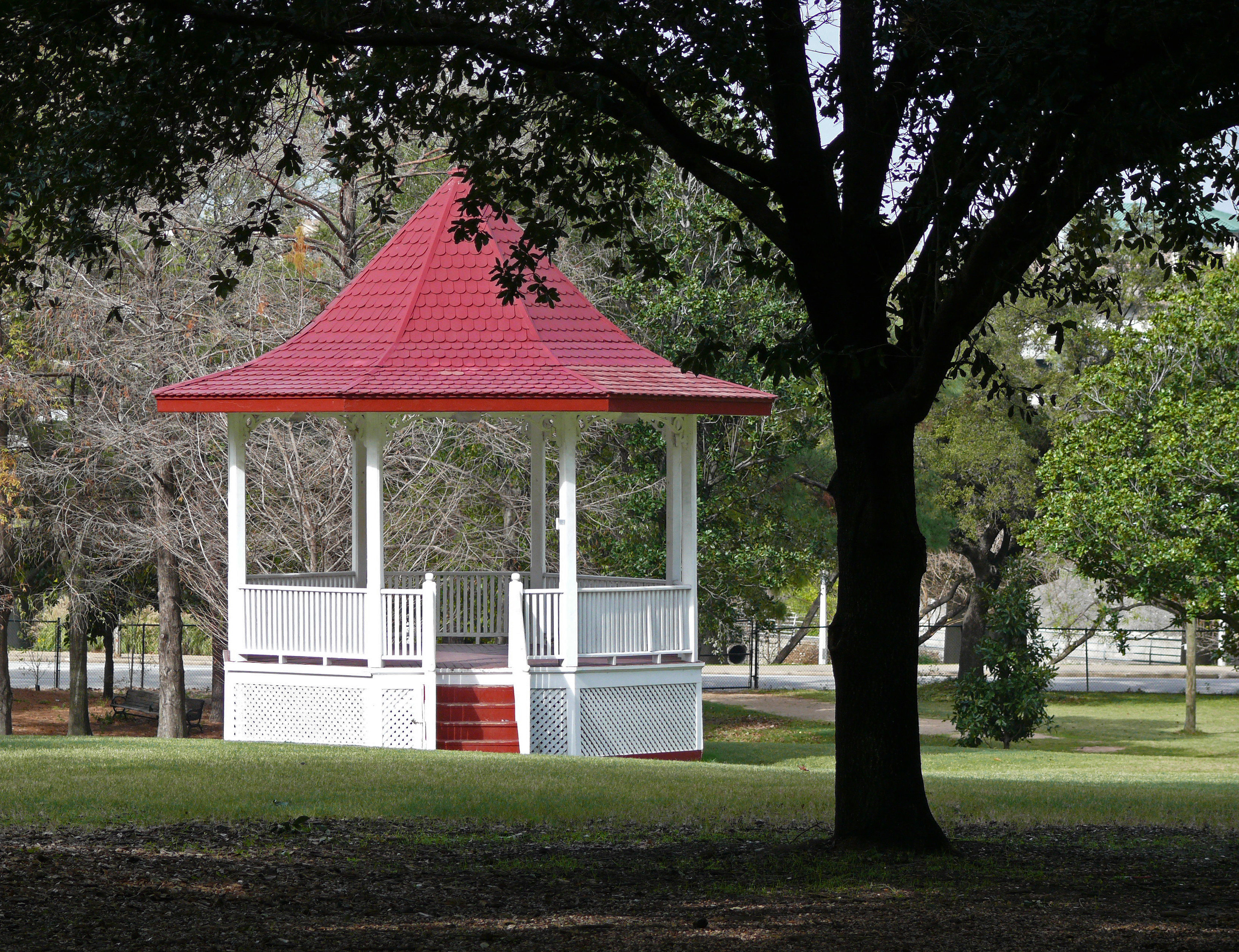
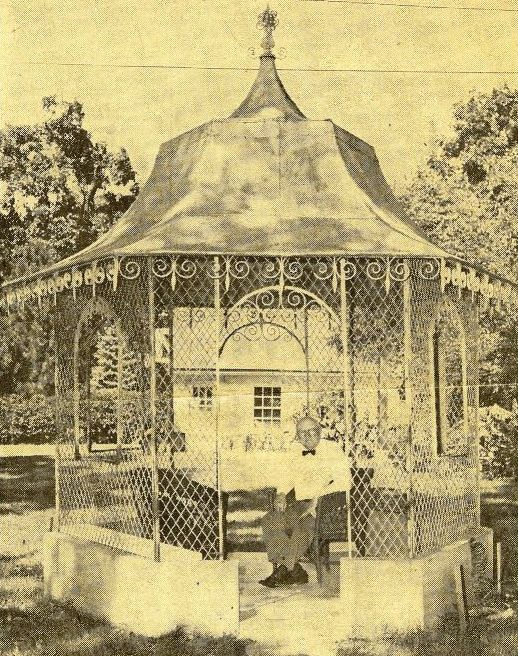
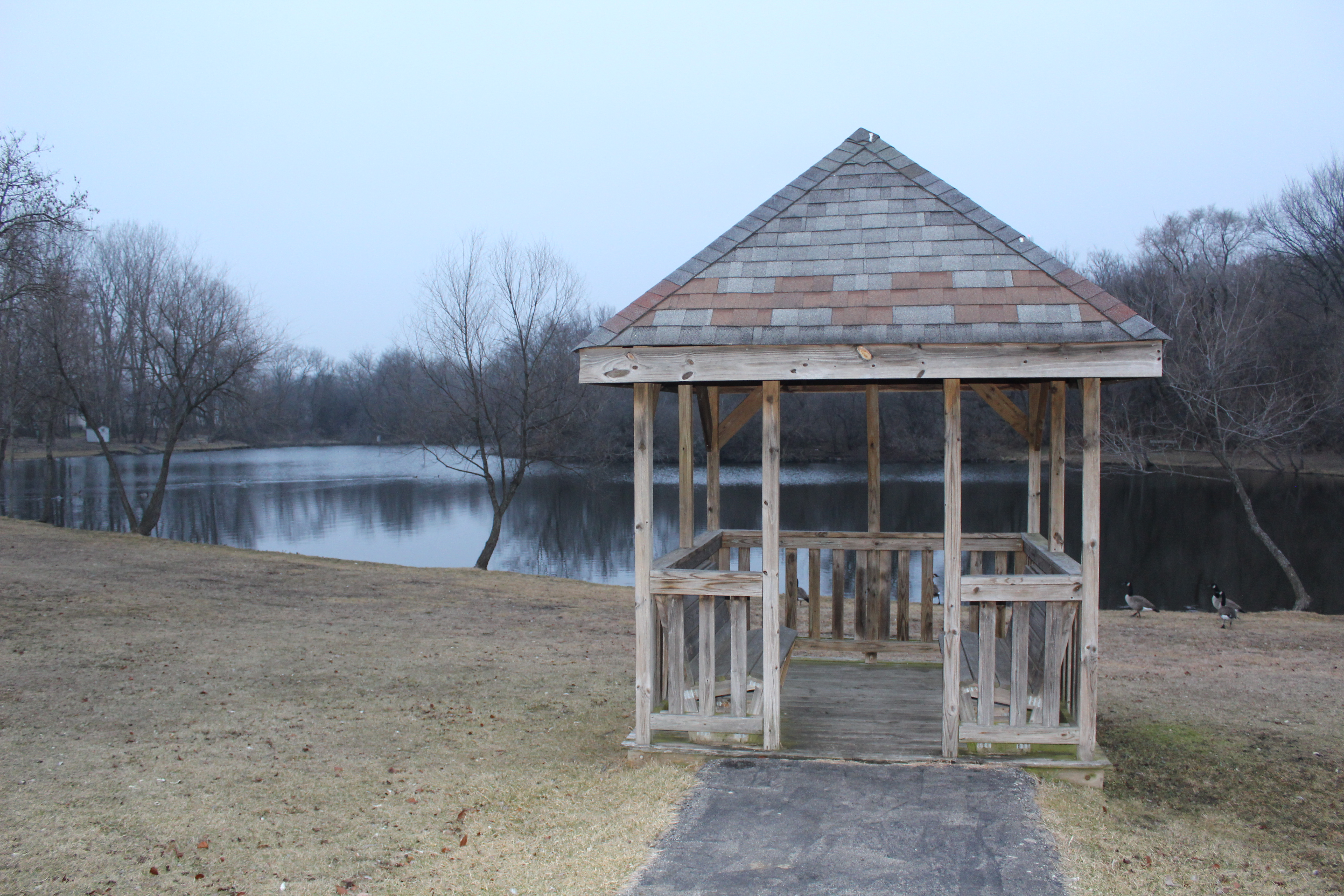
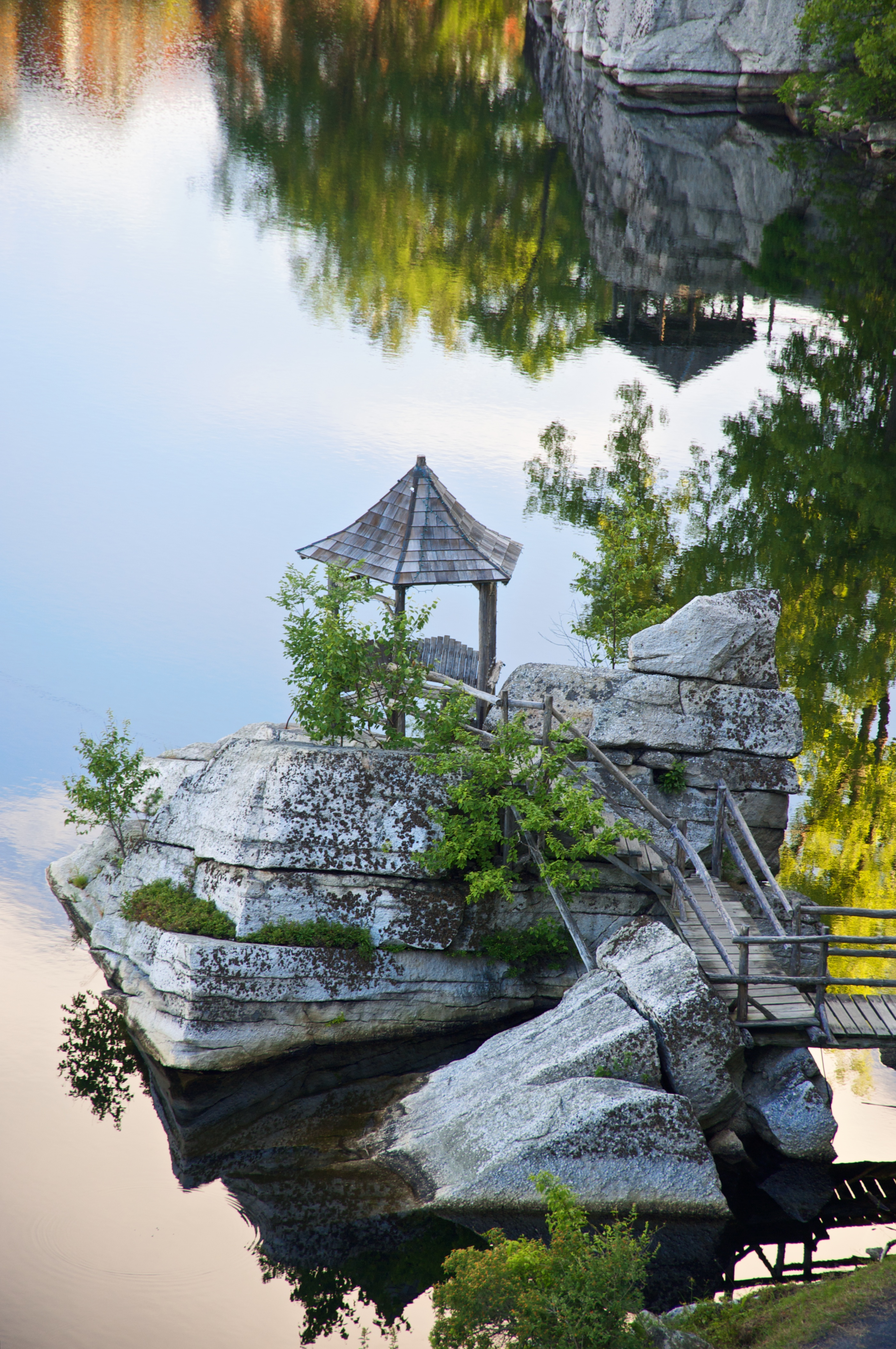
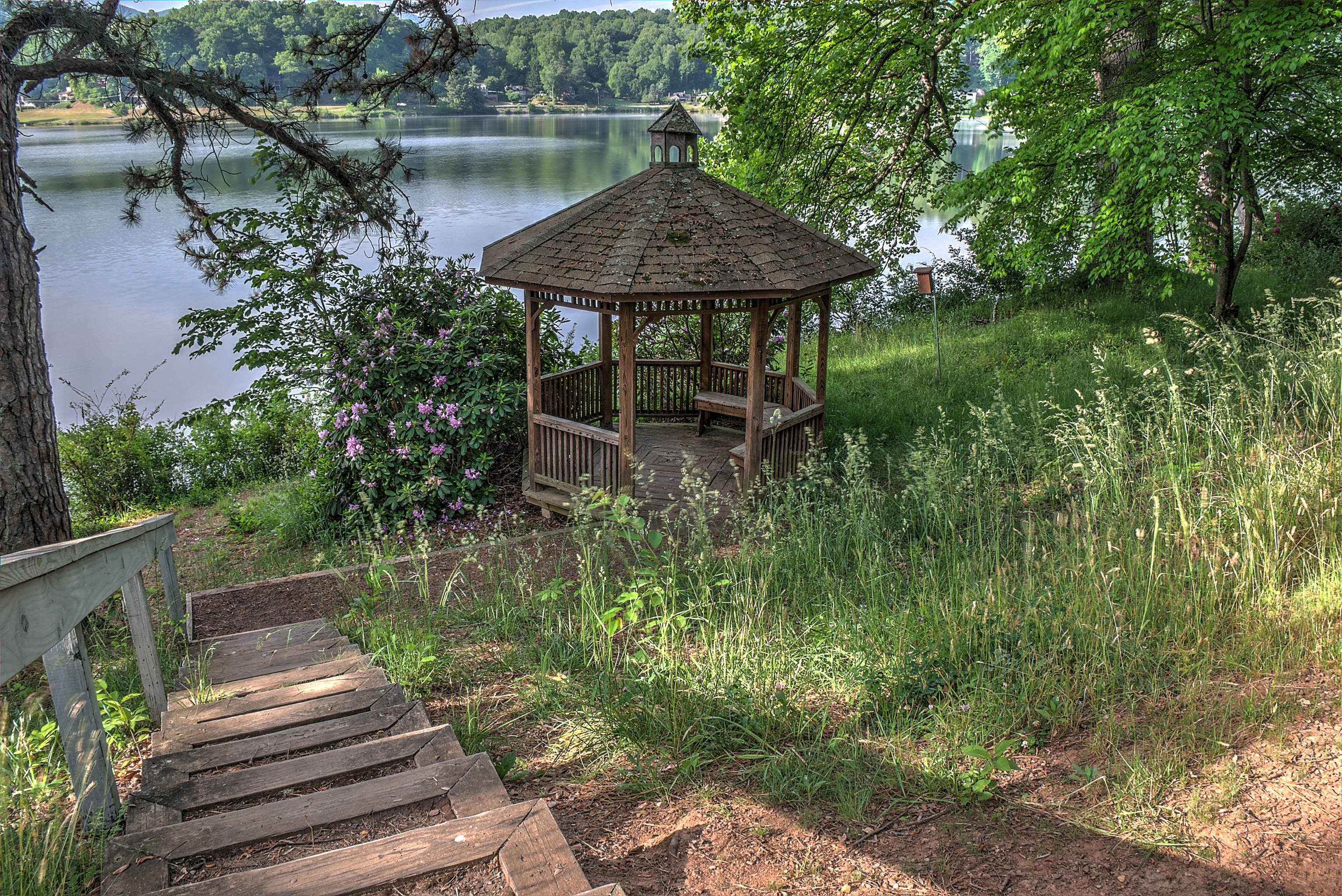
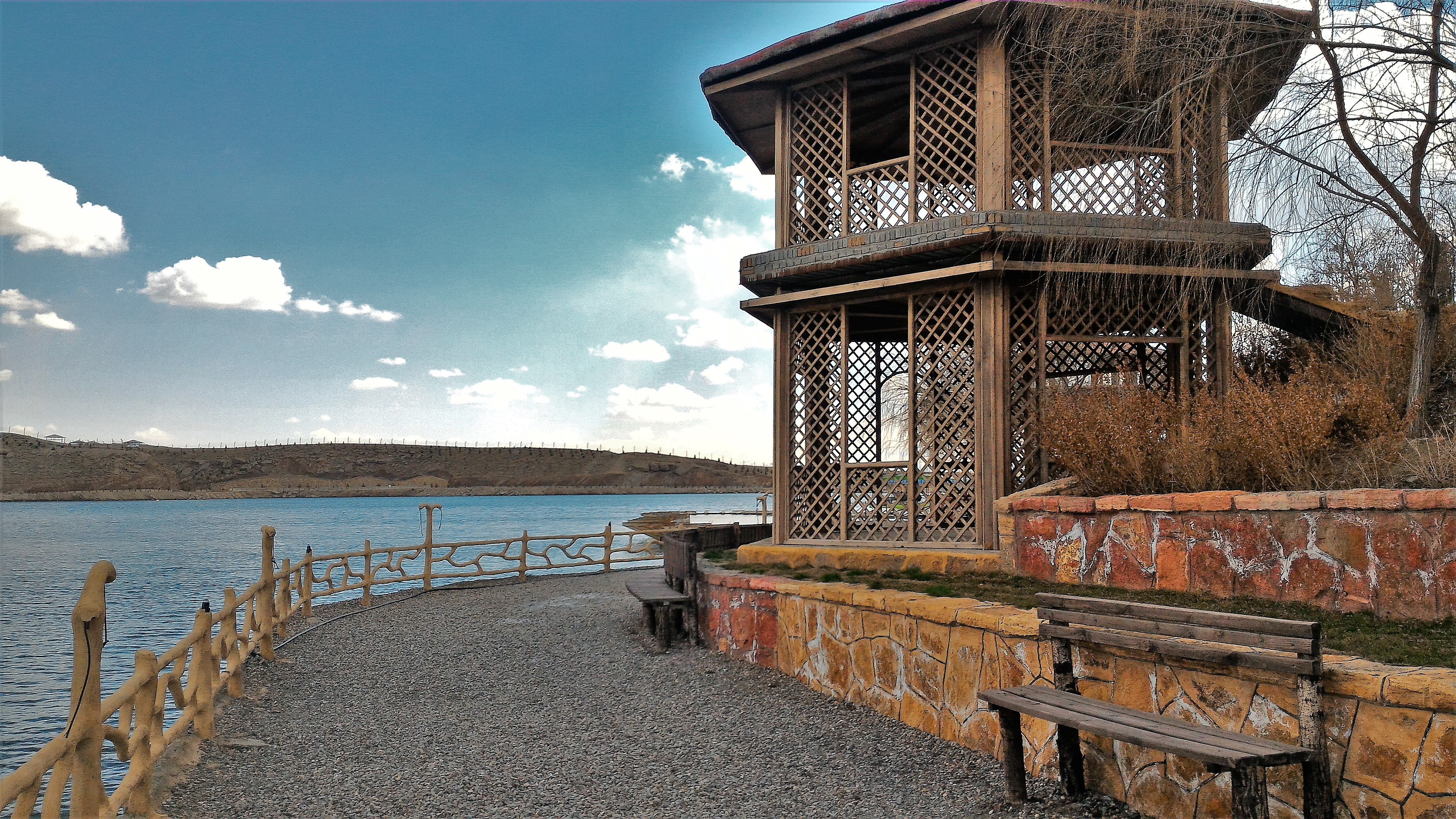
غزيب في تبريز في إيران.
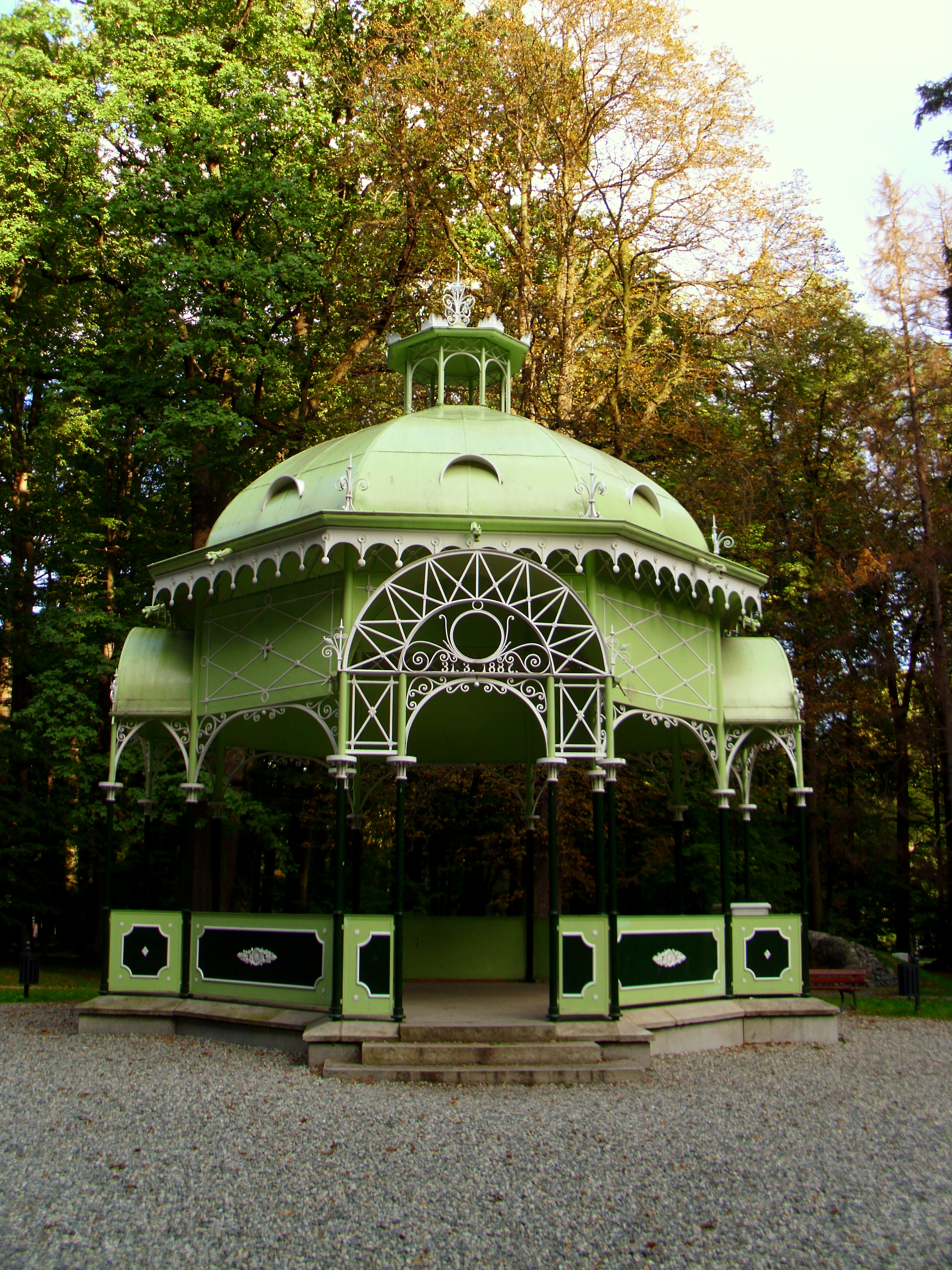
في بُولندة
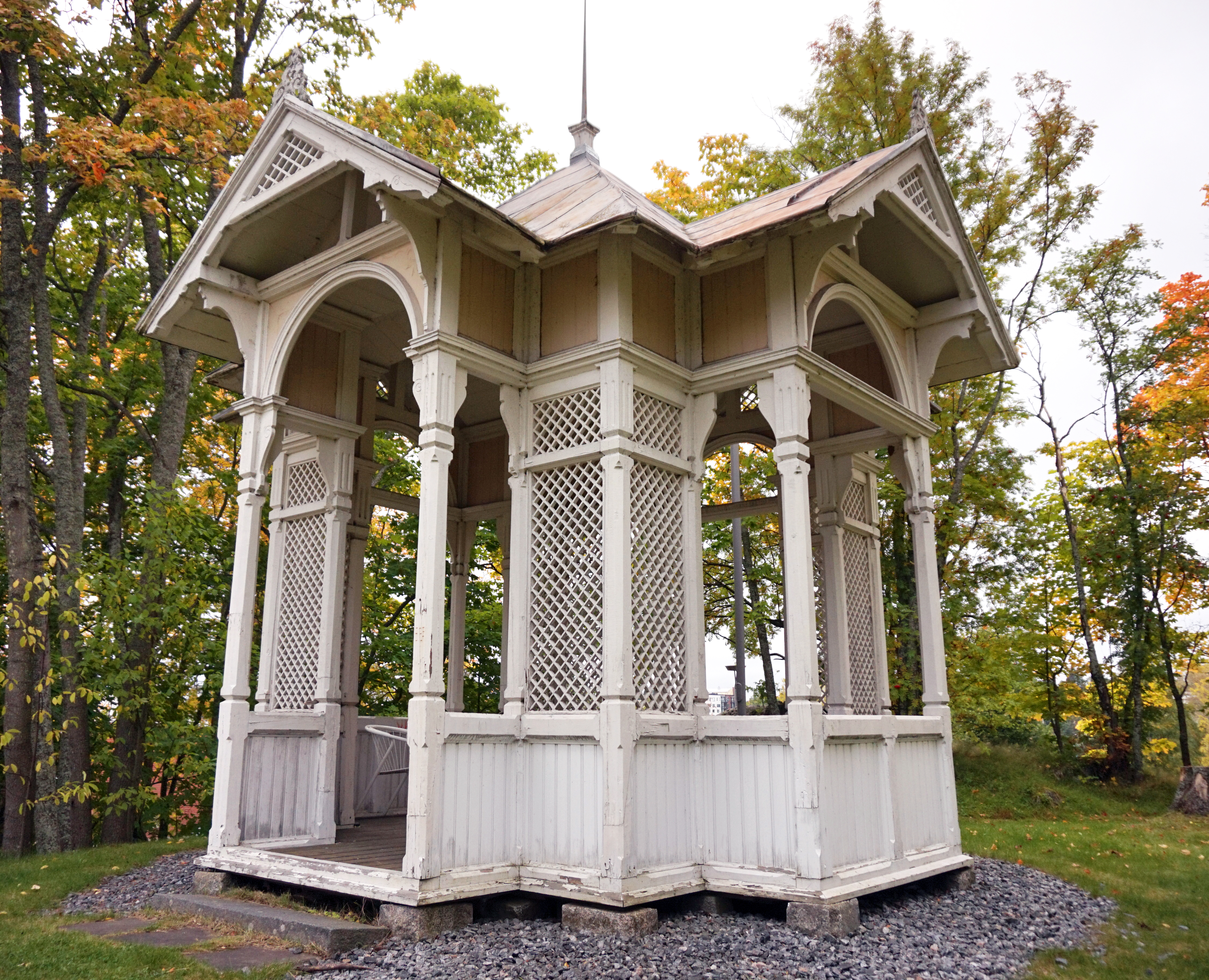
في فِنلَندة